# جيل فلينت
جيل فلينت (بالإنجليزية: Jill Flint)‏ (ولدت في 25 نوفمبر 1977) ممثلة تلفزيونية وسينمائية أمريكية، اشتهرت عن ظهورها في ممثلة مساعدة في أفلام منها فيلم جاردن ستيت (2004)، آلام ملكية (2009), الرجل العنكبوت المذهل (2012).

## روابط خارجية
- USA Network Profile
- جيل فلينت على موقع IMDb (الإنجليزية)
- جيل فلينت على موقع ألو سيني (الفرنسية)
- جيل فلينت على موقع أول موفي (الإنجليزية)
- جيل فلينت على موقع قاعدة بيانات الأفلام السويدية (السويدية)
- جيل فلينت على موقع إن إن دي بي (الإنجليزية)
- جيل فلينت على موقع قاعدة بيانات الفيلم (الإنجليزية)
- جيل فلينت على موقع كينوبويسك (الروسية)
- Jordan Alexander in The Night Shift